# Santa Cruz (Islas Vírgenes)
Saint Croix, originalmente llamada Santa Cruz (inglés: Saint Croix Island; antes en francés: Sainte-Croix, y en danés: Sankt Croix), es una isla del mar Caribe y un condado y distrito constituyente de los Estados Unidos en las Islas Vírgenes, con el estatus de Territorio No Incorporado. Es la mayor de las Islas Vírgenes estadounidenses, con una extensión de 45 x 11 km. Sin embargo, la capital del territorio, Charlotte Amalie (Carlota Amalia), se encuentra en la isla de Saint Thomas (Santo Tomás en español).

## Historia

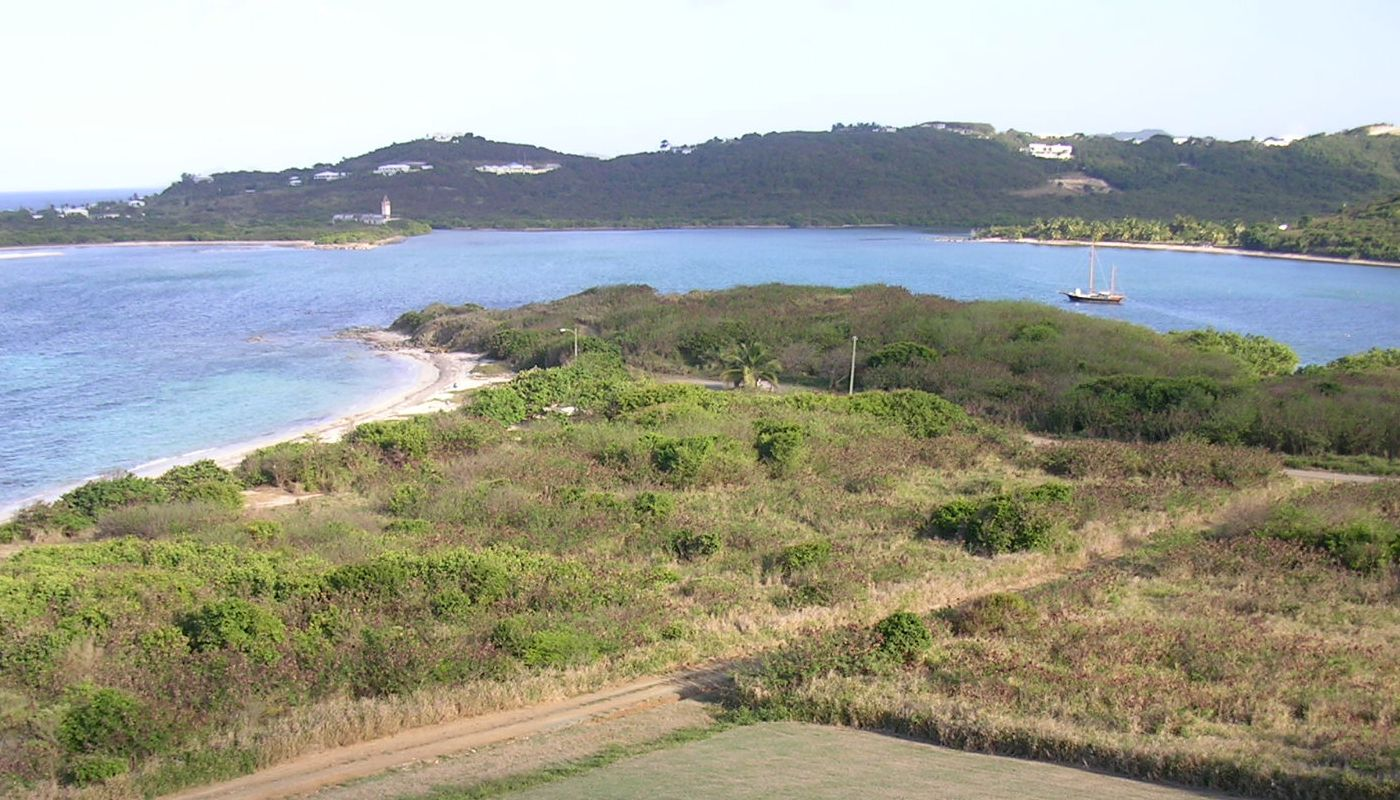
Salt River Bay, Saint Croix.

El territorio de la isla de Saint Croix ha formado parte de varios países diferentes. Fue colonizada sucesivamente por España, Gran Bretaña, Francia, los Caballeros de Malta, Dinamarca y los Estados Unidos.
Antes de la colonización europea, Saint Croix estaba habitada por indígenas arawaks y caribes. Cristóbal Colón llegó a la isla el 14 de noviembre de 1493, desembarcando en la zona ocupada actualmente por el asentamiento de Salt River. Colón bautizó la isla como “Santa Cruz”. Durante su visita se produjo un enfrentamiento entre un español y un indígena Caribe, que resultó muerto, lo que constituye la primera confrontación violenta registrada entre los europeos y los indígenas americanos. Los enfrentamientos entre españoles y caribes se sucederían durante más de un siglo, hasta que los españoles abandonaron la isla. Durante el siglo XVII llegaron colonos holandeses e ingleses, que pronto se enfrentaron entre ellos por la posesión de la isla. Finalmente, los holandeses abandonaron la colonia. La presencia inglesa se mantendría hasta agosto de 1650, cuando sus asentamientos fueron destruidos por los españoles, que poco después fueron desplazados por los franceses.
La isla pasó a manos de la Orden de los Caballeros de Malta por cesión de Phillippe de Longvilliers de Poincy, gobernador de la colonia francesa de Saint Kitts en 1660. Sin embargo, los caballeros la vendieron a la Compañía Francesa de las Indias Occidentales cinco años después. El gobernador Dubois organizó la colonia estableciendo 90 plantaciones de productos rentables como tabaco, algodón, caña de azúcar y añil. A la muerte de Dubois se inició un período de declive para la colonia y la isla fue abandonada hasta 1733, cuando fue vendida a la Compañía Danesa de las Indias Occidentales y Guinea. Esta compañía danesa no puso restricciones nacionales a la llegada de colonos y pronto acudieron españoles, judíos, hugonotes e ingleses, que constituían la mayor parte de los colonos. El azúcar se convirtió en el principal cultivo de la isla. Sin embargo, a medida que el cultivo de la remolacha azucarera se extendía en Europa, la economía de Saint Croix comenzó a declinar de nuevo.
La esclavitud fue abolida en 1848, pero en 1862, Saint Croix recibió un cargamento de indios que recibieron un contrato para trabajar en las plantaciones durante cinco años en condiciones depauperadas. La presencia de los indios produjo una rebelión en 1878, por parte de los antiguos esclavos, que habían continuado trabajando en las plantaciones y habían sido desplazados por la mano de obra más barata. Esta revuelta fue conocida como el "Fireburn" (Incendio). La ciudad de Frederiksted, uno de los dos asentamientos de la isla, resultó destruida. Supuestamente la rebelión estaba dirigida por cuatro mujeres llamadas las “Reinas” de la revuelta. Una de las calles de Saint Croix actualmente lleva el nombre de “Queen Mary Thomas” en recuerdo de esta revuelta.
En 1917, Dinamarca vendió sus posesiones en las Indias Occidentales a los Estados Unidos de América por $25 millones de dólares oro. Debido a la evolución de la Primera Guerra Mundial, el gobierno de los Estados Unidos temía que las islas caribeñas danesas terminaran cayendo en manos de los alemanes, y que las utilizaran como bases militares para atacar a los Estados Unidos y sus intereses. Además del pago en oro, los Estados Unidos aceptaron la reclamación danesa sobre Groenlandia.
La isla de Saint Croix sufrió graves daños el 17 de septiembre de 1989 con la llegada del Huracán “Hugo”, en septiembre de 1995 con el Huracán “Marilyn” y con los huracanes “Georges” y “Lenny” en 1998 y 1999, aunque los daños provocados por estos dos últimos no resultaron tan graves. Sin embargo, muchos edificios, especialmente en las afueras de Christiansted, todavía se encuentran en ruinas debido a los efectos de los huracanes.
Aunque las Islas Vírgenes estadounidenses se encuentran bajo la soberanía de los Estados Unidos, gozan del estatus de Territorio No Incorporado, y carecen de un representante en el Congreso. Los habitantes de las islas tienen la ciudadanía estadounidense pero no tienen voto en las elecciones nacionales y no pagan muchos impuestos, salvo los establecidos por el Virgin Islands Bureau of Internal Revenue.

## Divisiones administrativas

Distritos y subdistritos de las Islas Vírgenes estadounidenses.

Saint Croix está dividida en los siguientes subdistritos (las poblaciones indicadas proceden del censo de los Estados Unidos del año 2000).
1. Anna's Hope Village (pob. 4.192)
2. Christiansted (pob. 2.865)
3. East End (pob. 2.341)
4. Frederiksted (pob. 3.767)
5. Northcentral (pob. 5.760)
6. Northwest (pob. 4.919)
7. Sion Farm (pob. 13.565)
8. Southcentral (pon. 8.125)
9. Southwest (pon. 7.700)

## Geografía

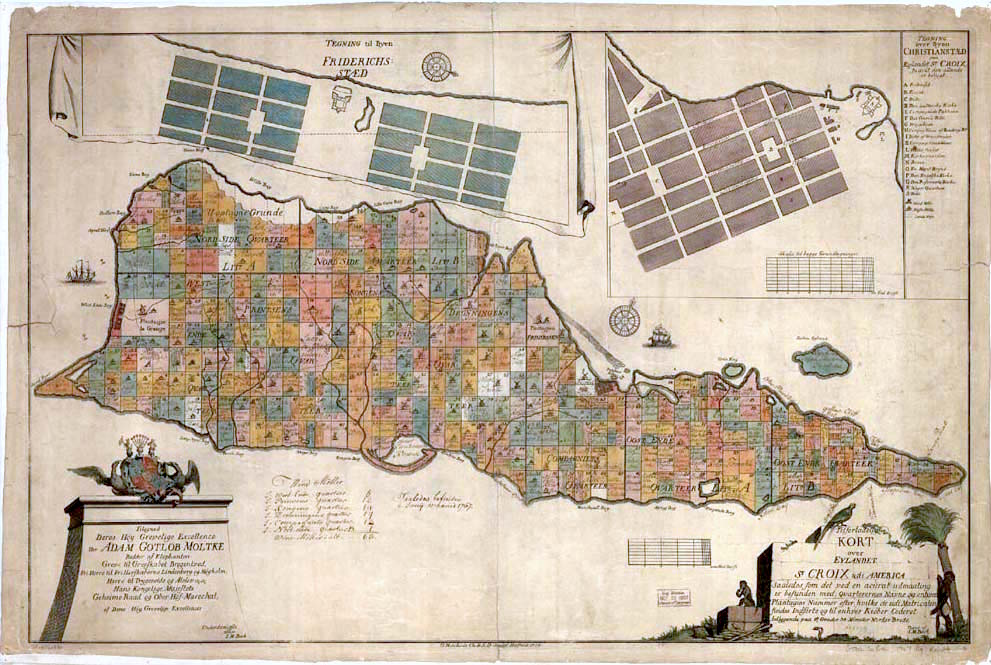
A 1754 mapa danés de la isla.

Hay dos ciudades en Saint Croix ; Christiansted, con unos 3.000 habitantes en el año 2004 y Frederiksted, con una población de 830 habitantes en el mismo año. La población total de la isla se estima en torno a los 60.000 habitantes. El censo oficial del año 2000 arrojó una cifra de 53.234 habitantes , que vivían sobre una superficie de 214,66 km². Los habitantes reciben el nombre de crucianos y el inglés es la lengua más extendida. El idioma español es hablado por una gran comunidad puertorriqueña y dominicana y la población procedente de las Antillas también habla francés criollo. En la isla se ha desarrollado un dialecto inglés local, conocido como cruciano (formalmente como criollo de las Islas Vírgenes), que suele utilizarse en situaciones informales.
Los edificios históricos como el Fuerte Christiansvaern, construido en 1749, están protegidos y conservados por el National Park Service y el Christiansted National Historic Site.
Buck Island Reef National Monument es una reserva natural de 71 ha situada al norte de Saint Croix y en los arrecifes circundantes, muy popular para la práctica del buceo, debido a sus paisajes coralinos, aguas claras y peces tropicales. Destacan las bahías Cane y Divi, que abarcan la mayor parte de la reserva. Los arrecifes actúan como barrera natural contra los tiburones y medusas. Los tiburones como el tiburón martillo y el tiburón tigre habitan en otros lugares cercanos a la costa, especialmente en torno a Frederiksted. Sin embargo los ataques contra los humanos son muy raros.
Saint Croix se encuentra en 17°45′N 64°45′O / 17.750, -64.750: el punto más oriental y próximo a los Estados Unidos es Point Udall. La isla en sí mide en torno a los 207 km². El terreno es irregular, aunque no en exceso. El punto más alto de la isla es el Monte Tagle (355 m). La mayor parte de la zona oriental está formada por colinas y montes, así como algunos lugares del norte y el oeste. En el norte las colinas dejan paso a una llanura que se extiende hacia la costa sur, donde se encuentran las principales plantaciones de caña de azúcar de la isla. La parte occidental de la isla es bastante más húmeda y lluviosa que la parte oriental, aunque las precipitaciones anuales son bastante irregulares con unos 1000 mm anuales. Los períodos de sequía a menudo constituyen un problema, debido a la carencia de fuentes, arroyos y ríos de agua potable. Actualmente la isla dispone de una planta desalinizadora y la mayoría de los edificios residenciales y empresariales tienen cisternas utilizadas para recoger el agua de lluvia.

## Economía
Saint Croix, como otras muchas islas caribeñas obtiene la mayor parte de sus recursos del turismo. Sin embargo, la industria turística se complementa con otras industrias locales.
Saint Croix es la sede de HOVENSA, una de las mayores refinerías de petróleo del mundo. HOVENSA es una sociedad limitada dirigida por Hess Oil Virgen Island Corp. (HOVIC), una rama de la Hess Corporation con sede en Estados Unidos, junto con Petróleos de Venezuela, S.A., la compañía petrolífera nacional de Venezuela. Debido a la presencia de la refinería petrolífera, el precio del combustible es de media unos 50 centavos más barato que en el resto de los Estados Unidos.
Saint Croix también es sede de dos importantes destilerías, la más grande es la destilería de Ron Captain Morgan, propiedad de DIAGEO ubicada al sur de la autopista, al oeste de la refinería HOVENSA. En esta destilería se produce todo el Ron Captain Morgan que se comercializa en el mundo. La destilería fue construida en el año 2010 por la Ingeniería Española Tomsa Destil y fue inaugurada e iniciada la producción en 2011. La otra importante destilería en la isla es Cruzan Rum  (Ron Cruceño), que fabrican el ron Cruzan Rum y otros licores como Southern Comfort. La destilería fue fundada en 1760, a partir de la producción local de caña de azúcar, produciendo un ron oscuro peculiar. Actualmente la destilería también importa caña de azúcar de otras islas caribeñas, especialmente de la República Dominicana. Recientemente, Cruzan Rum, junto con Bacardí de Puerto Rico y Gosling´s de Bermuda han colaborado para promocionar el resurgimiento de los barriles de cosechas únicas como el Cruzan Estate Diamond Rum (un ron de 5 años envejecido en barriles de roble) y el Cruzan Single Barrel Estate Rum (de 12 años envejecido en barriles de roble).

## Población

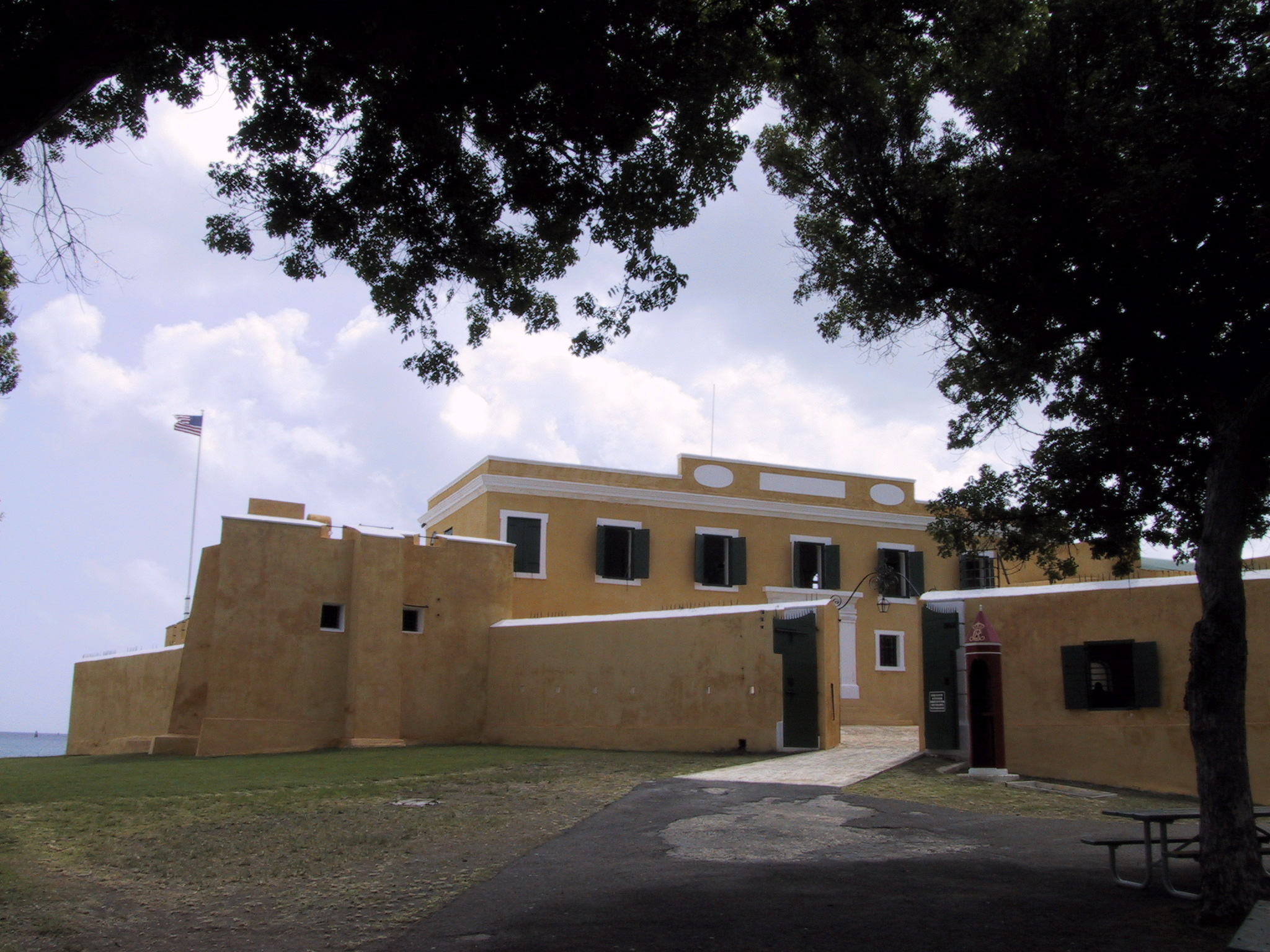
Christiansvaern en Saint Croix.

Aunque los habitantes de Saint Croix se llaman a sí mismos "Crucians" (Crucianos o Cruceños), existe cierto debate sobre lo que se considera un "verdadero" cruceño. La mayoría de la gente cree que cualquiera que haya nacido en Saint Croix puede considerarse cruceño. Como la isla ha recibido una fuerte inmigración de otras islas caribeñas, especialmente las Antillas y Puerto Rico, la mayoría de los cruceños nativos tienen ancestros de otros lugares.
La inmigración de Puerto Rico fue muy importante durante el período entre 1930-1960, puesto que muchos portorriqueños acudieron a Saint Croix para trabajar en las plantaciones de caña de azúcar tras el colapso de la industria azucarera de Puerto Rico. Además, la Armada de los Estados Unidos adquirió dos tercios de la cercana isla puertorriqueña de Vieques durante la Segunda Guerra Mundial, lo que provocó el traslado de miles de agricultores, que acudieron a Saint Croix debido a su proximidad y semejanza geográfica y económica. Actualmente existe una festividad local, el Día de la Amistad Islas Vírgenes-Puerto Rico, que se ha celebrado desde la década de 1960 en la misma fecha que el Día de Colón. Actualmente los puertorriqueños constituyen una comunidad importante en Saint Croix, asumiendo muchas de las costumbres locales. Muchos puertorriqueños hablan una combinación spanglish mezclando su dialecto español con el dialecto inglés criollo en situaciones informales. La presencia puertorriqueña está tan extendida que muchos estudiosos sitúan a Saint Croix como parte del Caribe español.
La emigración “desde abajo”, un término coloquial para la emigración desde las Islas Vírgenes estadounidenses y británicas situadas al este y el sur se produjo durante las décadas de 1960 y 1970, cuando la agricultura dejó de ser la principal industria de Saint Croix, siendo sustituido por la industria turística y el refinamiento de petróleo. Se produjo una creciente oferta de empleo que atrajo a muchos emigrantes de las islas vecinas. La mayoría procedían de San Cristóbal y Nieves, Antigua y Barbuda, Santa Lucía y República Dominicana, pero actualmente pueden encontrarse en Saint Croix emigrantes de prácticamente todo el Caribe.
Los inmigrantes del continente americano, principalmente estadounidenses, aunque pocos en número en comparación con los inmigrantes caribeños, también forman parte de la comunidad de Saint Croix. La mayoría residen en el East End de Saint Croix, aunque se les puede encontrar por toda la isla. En ocasiones los cruceños consideran que los estadounidenses del continente les desprecian y tratan de imponerles sus modas y estilos de vida sin respetar las tradiciones locales de la isla.
Desde la década de 1960 también han llegado árabes y palestinos, muchos de los cuales se han dedicado al comercio al por menor. Como en otras muchas islas caribeñas, la mayoría de las gasolineras y supermercados de Saint Croix son dirigidos por inmigrantes árabes.
Los movimientos de migración legales e ilegales más recientes proceden de la República Dominicana, Haití, Jamaica, Filipinas y varios países de Sudamérica.
A lo largo de la historia de Saint Croix los sucesivos movimientos migratorios en ocasiones han provocado momentos de tensión entre los inmigrantes y los cruceños nativos que han vivido en isla durante generaciones. Aunque actualmente estas tensiones se encuentran minimizadas debido al matrimonio entre los cruceños y otros caribeños, a finales de la década de 1990 hubo un intento político de legislar la definición de “nativo de las Islas Vírgenes”, un término aplicable sólo a los nativos con un linaje fidedigno en la zona como mínimo hasta 1927, año en que los nativos de las Islas Vírgenes recibieron la ciudadanía estadounidense. Esta propuesta, defendida por un grupo selecto de senadores nacionalistas, finalmente fracasó debido al gran rechazo popular, ya que la propuesta dejaba a muchos nacidos en las Islas Vírgenes fuera de la definición de “nativo” (pero, irónicamente, convertía a miles de ciudadanos daneses en potenciales nativos de la antigua colonia).
El cristianismo es la religión predominante en Saint Croix, siendo las denominaciones protestantes las más numerosas, pero también hay una significante presencia de católicos, debido a la inmigración hispana. Como en otras muchas islas caribeñas se ha extendido la religión rastafari en diversas ramas, así como el Islam entre la población árabe, y el Judaísmo, presente desde la época colonial.

## Transportes
Las carreteras de Saint Croix están mal acondicionadas debido a la naturaleza del terreno, y resultan especialmente difíciles en algunos tramos. Los coches conducen por la izquierda (por influencia británica) y casi todos los coches están acondicionados para esta forma de conducción, lo que puede resultar un engorro para los nuevos residentes y visitantes procedentes de países donde la conducción por la derecha es la norma, como Estados Unidos y Puerto Rico.
Existe un servicio público de autobús llamado Virgen Island Transit (VITRAN), controlado por el Departamento de Obras Públicas.
Además de autobuses y taxis en Saint Croix existen taxis compartidos conocidos localmente como "taxi buses" (que también se encuentran en las demás Islas Vírgenes), que son vehículos de varias plazas que siguen rutas establecidas entre Frederiksted y Christiansted. Estos taxi buses son de propiedad privada, que no siguen un recorrido regular y no tienen paradas predefinidas. Los clientes se limitan a esperar a un lado de la carretera hasta que se acerca un taxi bus y llaman la atención del conductor. Los pasajeros pueden bajarse en cualquier lugar del recorrido. La tarifa del viaje es viaje sin importar donde sube y baja el pasajero. Los taxi buses que viajan a localizaciones específicas son mucho más caros y son utilizados por los turistas, por lo que por ley se requiere que impongan una tarifa variable en función del destino.
Saint Croix está conectada mediante transporte aéreo a través del Henry E. Rohlsen International Airport, con vuelos regulares de los Estados Unidos, Puerto Rico y el resto del Caribe Oriental. También existe un servicio de hidroaviones, controlado por Seaborne Airlines, situado en Christiansted. También hay un servicio de ferry a la isla de St. Thomas. 
Aunque Saint Croix es un territorio estadounidense, los viajeros procedentes de los vuelos continentales necesitan declarar bienes de los Estados Unidos y presentar un pasaporte o prueba de ciudadanía o nacionalidad estadounidense, pues las Islas Vírgenes son consideradas un “puerto franco” a nivel comercial. Los ciudadanos no estadounidenses también pueden ser registrados durante el proceso.

## Educación
La enseñanza de Saint Croix está organizada mediante una red de escuelas públicas extendida por las Islas Vírgenes.

## Cruceños famosos
- Thomas Reed, arquitecto que desarrolló su obra principalmente en Ecuador y Colombia.
- Raja Bell, jugador profesional de baloncesto en los Phoenix Suns. Jugó 12 temporadas en la NBA.
- Tim Duncan, jugador profesional de baloncesto en los San Antonio Spurs.
- Alexander Hamilton, primer Secretario del Tesoro de los Estados Unidos (nacido en Nevis).
- Jimmy Hamilton, músico de jazz.
- Midnite, banda de reggae.
- Dezarie, cantante de reggae.

## Cultura
Junto con las islas vecinas, los cruceños celebran un festival de la luna llena a finales de cada mes cuando hay luna llena en el cielo. Se celebra una feria anual de Agricultura y Alimentos a mediados de febrero.
Se celebra un festival local, llamado "Crucian Christmas Festival", a finales de diciembre y principios de enero. Cada año el sábado anterior al carnaval hay un desfile local y un desfile de perros en North Shore. En varias ocasiones al año se celebra un festival nocturno en Christiansted llamado "Jump-Up" y un "Sunset Jazz" mensual en Frederiksted, donde los músicos locales de jazz tocan en las playas de Frederiksted.
Las pruebas de triatlón St. Croix Half Ironman Triathlon se celebran en la primera semana de mayo. Entre las pruebas se encuentra una prueba de natación y una prueba de ciclismo. Como el recorrido en bicicleta incluye una colina especialmente abrupta conocida localmente como "The Beast" (La Bestia), la prueba a menudo es conocida como "Beauty and the Beast" (La Bella y la Bestia).